# 6078 Burt
6078 Burt eller 1980 TC5 är en asteroid i huvudbältet som upptäcktes den 10 oktober 1980 av den amerikanska astronomen Carolyn S. Shoemaker vid Palomar-observatoriet. Den är uppkallad efter Burton G. Shoemaker, släkting till upptäckaren.
Asteroiden har en diameter på ungefär 5 kilometer och den tillhör asteroidgruppen Gefion.